# 나가이노촌
나가이노촌(永井野村)은 후쿠시마현 오누마군에 있던 촌이다. 1955년 3월 31일 나가이노촌 등 7개 정·촌이 합병하여 아이즈타카다정이 신설되고 폐지되었다. 아이즈타카다정은 이후 아이즈미사토정으로 합병되었는데, 이 아이즈미사토정의 중부가 나가이노촌이 있던 위치이다.

## 역사
- 1889년 4월 1일 - 정촌제 시행에 의해 7촌의 구역을 가지고 성립하였다.
- 1955년 3월 31일 - 나가이노촌 및 다카다정, 아카자와촌, 오마타촌, 히가시오마타촌, 아사히촌, 후지카와촌 등 7개 정·촌이 합병하여 아이즈타카다정이 신설되고 폐지되었다.

## 참고 문헌
- 角川日本地名大辞典 7 福島県